# إيفانخلينا إليثوندو
إيفانخلينا إليثوندو (وُلدت في 28 أبريل 1929 - 2 أكتوبر 2017) هي ممثلة من العصر الذهبي للسينما المكسيكية. شاركت في العديد من الأفلام، وعروض التلفزيون، والمسرح. درست إليثوندو في الكلية الوطنية للرسم كما حازت على درجة علمية في علم اللاهوت. ألّفت إليثوندو كتابين كما لها العديد من التسجيلات الغنائية. وفي عام 2014، حصلت على جائزة «برميوس آرلكين»  أو «جائزة هارلكن» تقديرًا لما ساهمت به في الثقافة المكسيكية.

## مسيرة عملها
وُلدت جلوريا إيفانخلينا إليثوندو ليّرا في 28 أبريل 1929 في مكسيكو سيتي. كانت والدتها تُدعى يفانخلينا إليثوندو ليّرا وكانت تمتهن الرسم. وفي سن الثانية والعشرين، فازت جلوريا في مسابقة مما اهلها لتؤدي صوت شخصية سندريلا في فيلم «سندريلا» من إنتاج والت ديزني في إصداره باللغة الأسبانية. ظهرت لأول مرة على مسرح «تياترو مارغو» لتأدية رقصة في نسخة 1950 من مسرحية «لوس دي أباخو» (أهل القاع) التي ألَّفها ماريانو أثويلا. in the 1950 production of "Los de abajo" by ماريانو أثويلا. وكانت هذه هي بداية مشوار حافل بالمشاركة في عروض مسرحية عديدة منها «ماميه»، و«يو أي مي تشيكا»، و«دوند إيستا التينور»، و«لا فيودا أليغريه» (الأرملة المبتهجة) مع بلاثيدو دومينغو وآخرون.
كان أول أفلامها هو «لاس لوكوراس دي تين تان» مع خرمان فالديس في 1951. جاء بعد ذلك بعض من أكثر الأفلام قربًا إلى قلبها وهي «فرونتيرا نورتيه» (1953)، و«إيدوكاندو أبابا» (1954)، و«بويبلو دي بريسكريتوس» (1955)، و«لوس بلاتيليوس فولادريس» (1955). وفي الفترة من 1954 إلى 1955، ذهبت إليثوندو لتشارك في 9 أفلام في كوبا، وبعد عودتها شاركت في فيلم «تروبيكانا» (1956)، و«سوبرفلاكو» (1957)، و«الكاستيليو دي لوس مونستروس» (1957). تحب إليثوندو آخر فيلمين لأن الأول كان فيلم غنائي والثاني كان فيلمًا على نمط أفلام أبوت وكوستيلو، ولأنها استمتعت بالعمل مع الممثلين فيه. وفي نهاية مسيرتها، شاركت إليثوندو في فيلم «الميستيرو دي لوس أونجوس ألوثينانتس» (1987)، وفيلم «نزهة في السحاب» (1994) باللغة الإنجليزية مع كيانو ريفز وأنتوني كوين. يبلغ إجمالي عدد الأفلام التي شاركت فيها إليثوندو 75 فيلمًا وأغلبها أفلام كوميدية وغنائية لأنها لم تحب الأعمال الدرامية.

## الأعمال المنشورة
- "Evangelina Elizondo: pintura" Instituto Nacional de Bellas Artes, Mexico City (1963) (باللغة الإسبانية) (OCLC #176183788)
- "Pensamiento abierto: se puede ser feliz aun—en un mundo de hombres" Editorial Grad, Mexico City (1999) (باللغة الإسبانية) ((ردمك 978-9-686-21047-7))

### التسجيلات
- La sensacional Evangelina Coro (1961) (باللغة الإسبانية)
- Evangelina Elizondo Cisne (1963) (باللغة الإسبانية)

## الوصلات الخارجية
- إيفانخلينا إليثوندو على موقع IMDb (الإنجليزية)
- إيفانخلينا إليثوندو على موقع ديسكوغز (الإنجليزية)
- إيفانخلينا إليثوندو على موقع قاعدة بيانات الفيلم (الإنجليزية)

- لوحات إليثوندو